# Downside Risk
Als Downside Risk, auch Risiko des Kursrückgangs bezeichnet man das finanzielle Risiko verknüpft mit Verlusten, also die Differenz zwischen dem wirklichen und dem erwarteten Kapitalrückfluss (wenn der wirkliche Rückfluss geringer ist), bzw. die Unsicherheit dieses Rückflusses.
In der Finanzwirtschaft bezeichnet man das Risiko eines Zinsertragsverlustes durch Festschreibung eines Zinssatzes als downside risk. Ein Verlust resultiert hier daraus, dass der Marktzins steigt und der Festzins nicht angepasst werden kann.
Typischerweise berücksichtigt das Risikomaß nur den downside risk und nicht den upside risk Wert.

## Geschichte
In den frühen 1980er Jahren entwickelte Dr. Frank Sortino die formale Definition von downside risk als besseren Maßindex für Investitionsrisiken.